# Heiligkreuzsteinach
Heiligkreuzsteinach là một xã thuộc huyện Rhein-Neckar-Kreis, bang Baden-Württemberg của Đức. Nơi đây nằm cách Heidelberg khoảng 25 km về phía đông bắc. 